# Talitridae

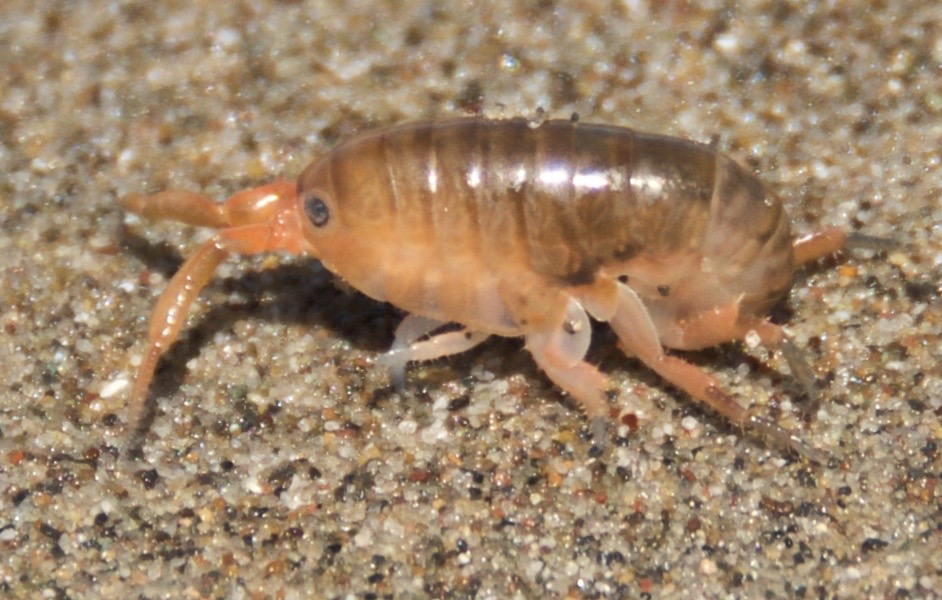
Megalorchestia californiana

Talitridae là một họ động vật giáp xác thuộc bộ Amphipoda. Trong tiếng Anh, những loài trong trên cạn được gọi là landhoppers ('bọ nhảy đất'), còn các loài ở bãi biển gọi là sandhoppers ('bọ nhảy cát') 
Những loài thủy sinh thường bị dạt bên bờ khi triều xuống, nhưng đều chết nhanh chóng. Nhiều loại ở Nam Bán Cầu sống hoàn toàn trên cạn.
Họ này gồm các chi sau:
- Africorchestia Lowry & Coleman, 2011[3]
- Agilestia Friend, 1982
- Americorchestia Bousfield, 1991
- Arcitalitrus Hurley, 1975
- Atlantorchestoidea Serejo, 2004
- Australorchestia Serejo & Lowry, 2008
- Austrotroides Friend, 1982
- Bellorchestia Serejo & Lowry, 2008
- Bousfieldia Chou & Lee, 1996
- Brevitalitrus Bousfield, 1971
- Britorchestia Lowry & Bopiah, 2012[4]
- Caribitroides Bousfield, 1984
- Cariborchestia Smith, 1998
- Cerrorchestia Lindeman, 1990
- Chelorchestia Bousfield, 1984
- Chiltonorchestia Bousfield, 1984
- Chroestia Marsden & Fenwick, 1984
- Cochinorchestia Lowry & Peart, 2010
- Deshayesorchestia Ruffo, 2004
- Eorchestia Bousfield, 1984
- Floresorchestia Bousfield, 1984
- Hawaiorchestia Bousfield, 1984
- Kanikania Duncan, 1994
- Keratroides Hurley, 1975
- Macarorchestia Stock, 1989
- Makawe Duncan, 1994
- Megalorchestia Brandt, 1851
- Microrchestia Bousfield, 1984
- Mysticotalitrus Hurley, 1975
- Neorchestia Friend, 1987
- Notorchestia Serejo & Lowry, 2008
- Orchestia Leach, 1814
- Orchestiella Friend, 1987
- Orchestoidea Nicolet, 1849
- Paciforchestia Bousfield, 1982
- Palmorchestia Stock & Martin, 1988
- Parorchestia Stebbing, 1899
- Platorchestia Bousfield, 1982
- Protaustrotroides Bousfield, 1984
- Protorchestia Bousfield, 1982
- Pseudorchestoidea Bousfield, 1982
- Puhuruhuru Duncan, 1994
- Sardorchestia Ruffo, 2004
- Sinorchestia Miyamoto & Morino, 1999
- Spelaeorchestia Bousfield & Howarth, 1976
- Talitriator Methuen, 1913
- Talitroides Bonnier, 1898
- Talitrus Latreille & Bosc, 1802
- Talorchestia Dana, 1852
- Tasmanorchestia Friend, 1987
- Tethorchestia Bousfield, 1984
- Transorchestia Bousfield, 1982
- Traskorchestia Bousfield, 1982
- Trinorchestia Bousfield, 1982
- Uhlorchestia Bousfield, 1984
- Waematau Duncan, 1994